# Ноймарк
Вижте пояснителната страница за други значения на Ноймарк.
Ноймарк или Нова Марка (на немски: Neumark; на полски: Nowa Marchia) е исторически регион от 1252 до 1945 г. в Маркграфство Бранденбург, източно от река Одер в  пруската провинция Бранденбург, Германия. От 1945 г. е част от Полша. Днес е част от Германия и Полша. Столица е Солдин (днес Мишлибож).

## История
Територията се управлява в началото от род Аскани до 1320 г. След това територията е нападана от полски рицари. От 1252 г. е към Маркграфство Бранденбург, през 1402 – 1463 г. минава към Тевтонски орден.
През 1463 г. курфюрст Фридрих II от Хоенцолерните купува Ноймарк за 40 000 гулдена. През 1535 – 1571 г. Ноймарк е към Херцогство Бранденбург-Кюстрин (1535 – 1571), от 1618 г. към Херцогство Прусия, от 1938 г. към Позен-Запад, от 1815 до 1920 г. принадлежи към пруската провинция Позен. През 1945 г. чрез Потсдамската конференция (17 юли – 2 август 1945) е дадена от Съветския съюз на Полша. От 1 януари 1999 г. принадлежи към Любушко войводство.